# سیارک ۵۲۴۸
سیارک ۵۲۴۸ (به انگلیسی: 5248 Scardia، نامگذاری:1983GQ) پنج هزار و دویست و چهل و هشتمین سیارک کشف شده‌است که در ۶ آوریل ۱۹۸۳ کشف شد.
قدر مطلق سیارک برابر ۱۳٫۹۰ است.